# ضياء الدولة
ضياء الدولة أبو طاهر فيروزشاه كان الحاكم البويهي للبصرة خلال ثمانينيات القرن التاسع الميلادي. وهو ابن عضد الدولة.

## التاريخ
أبو طاهر فيروز شاه هو ابن عضد الدولة من زوجته مناذر التي كانن من الجستانيين. وبعد وفاة عضد الدولة سنة 983م، قُسمَت ممتلكاته بين أبنائه. تولّى صمصام الدولة، الذي كان يُفترض أنه الخليفة لعضد الدولة، السلطة، إلا أن شرف الدولة استغلّ منصبه في كرمان لغزو فارس. شتّت هذا الغزو انتباه صمصم الدولة، وأتاح لأبي طاهر فيروز شاه إقامة حكمه المستقل في البصرة، حيث اتخذ لقب ضياء الدولة.
وفي نهاية المطاف قرر ضياء الدولة، وكذلك شقيقه تاج الدولة الذي كان يسيطر على خوزستان (الأهواز)، الاعتراف بسلطة فخر الدولة الذي كان يحكم في ولاية الجبال. وقد تم ذلك في محاولة لحماية أنفسهم من الصراع بين صمصام الدولة وشرف الدولة، وكانت البصرة وخوزستان (الأهواز) تقعان بين ممتلكات الاثنين وبالتالي كانتا عرضة للخطر. ولكن بعد سنوات قليلة غزا شرف الدولة البصرة وخوزستان، مما دفع الأميرين إلى الفرار إلى بلاد فخر الدولة. وهناك وجدوا ملجأً في الري. لم يتمكن أي من الأخوين من تأسيس أي خط سياسي دائم، وبالتالي كان دورهما في السياسة البويهية قصيرًا.